# Ленинский (Абинский район)
Ленинский — хутор в Абинском районе Краснодарского края России. Входит в состав Ольгинского сельского поселения.

## География
Географическое положение
Хутор находится в южной части Приазово-Кубанской равнины, в южно-предгорной зоне и расположен на левом берегу Кубани в 12 км к северо-западу от административного центра поселения — хутора Ольгинский.
Уличная сеть
- ул. Гагарина,
- ул. Кирова,
- ул. Ковтюха,
- ул. Комсомольская,
- ул. Ленина,
- ул. Молодёжная,
- ул. Набережная,
- ул. Почтовая,
- ул. Свободы,
- ул. Школьная,
- ул. Южная[4].

Климат
умеренно континентальный, без резких колебаний суточных и месячных температур. Продолжительность периода с температурой выше 0° С достигает 9-10 месяцев, из них половина — 4-5 месяцев — лето. Среднегодовая температура около +11°, постепенно нарастая от 15° в мае до 30° в августе. Годовая сумма осадков достигает 800 мм.

## История
Согласно Закону Краснодарского края от 5 мая 2004 года N № 700-КЗ хутор вошёл в образованное муниципальное образование Ольгинское сельское поселение.

## Население
| 2002 | 2010 |
| ---- | ---- |
| 838  | ↗874 |

## Инфраструктура
- ООШ № 34 х. Ленинского